# Oligodon wagneri
Espèce
Oligodon wagneri est une espèce de serpent de la famille des Colubridae.

## Répartition
Cette espèce est endémique de l'île de Nias en Indonésie.

## Étymologie
Cette espèce est nommée en l'honneur de Frederick W. Wagner.

## Publication originale
- David & Vogel, 2012 : A new species of the genus Oligodon Fitzinger, 1826 (Squamata: Colubridae) from Pulau Nias, Indonesia. Zootaxa, n. 3201, p. 58–68.